# Даріуш Адамчук
Даріуш Ада́мчук (пол. Dariusz Adamczuk, нар. 20 жовтня 1969, Щецин) — польський футболіст, півзахисник.
Насамперед відомий виступами за клуби «Данді» та «Рейнджерс», а також національну збірну Польщі.
Чемпіон Шотландії. Володар Кубка Шотландії. Володар Кубка шотландської ліги.

## Клубна кар'єра
У дорослому футболі дебютував 1987 року виступами за команду клубу «Погонь» (Щецин), в якій провів п'ять сезонів, взявши участь у 43 матчах чемпіонату. 
Згодом з 1992 по 1995 рік грав у декількох іноземних чемпіонатах, у складі франкфуртського «Айнтрахт», шотландського «Данді», італійського «Удінезе» та португальського «Белененсеша». У жодній з цих команд закріпитися не зміг і 1995 року повернувся до щецинської «Погоні».
Втім вже того ж 1995 року отримав другу можливість спробувати сили у шотландському чемпіонаті, знову уклавши контракт з «Данді». Цього разу відіграв за команду з Данді наступні три сезони своєї ігрової кар'єри. Більшість часу, проведеного у складі «Данді», вже був основним гравцем команди.
1999 року перейшов до «Рейнджерс» з Глазго. У складі цієї більш титулованої команди стати гравцем основного складу не зміг, провівши протягом двох років лише 14 ігор в національній першості. За цей час, втім, виборов титул чемпіона Шотландії.
Протягом 2001—2002 років грав на умовах оренди в англійському «Віган Атлетік», де також на поле майже не виходив. 2002 року повернувся до «Рейнджерс», де вирішив завершити ігрову кар'єру.

## Виступи за збірну
1992 року дебютував в офіційних матчах у складі національної збірної Польщі. Протягом кар'єри у національній команді, яка загалом тривала 8 років, провів у формі головної команди країни лише 11 матчів, забивши 1 гол.
У складі олімпійської збірної своєї країни 1992 року став срібним призером тогорічних Олімпійських ігор.

## Титули і досягнення
- Чемпіон Шотландії (1):

«Рейнджерс»:  1999-2000
- Володар Кубка Шотландії (1):

«Рейнджерс»:  2001-02
- Володар Кубка шотландської ліги (1):

«Рейнджерс»:  2001-02
- Срібний олімпійський призер: 1992